# Атлантически белостранен делфин
Атлантическият белостранен делфин (Lagenorhynchus acutus) е вид бозайник от семейство Делфинови (Delphinidae).

## Разпространение и местообитание
Разпространен е в Белгия, Великобритания, Гренландия, Дания, Ирландия, Исландия, Канада, Нидерландия, Норвегия, Русия, САЩ, Фарьорските острови, Франция и Швеция.